# Futureal
Futureal – singel brytyjskiej heavymetalowej grupy Iron Maiden wydany w 1998. Singel promuje płytę Virtual XI. Singel został wypuszczony na rynek muzyczny kilka miesięcy przed opuszczeniem grupy przez Blaze’a Bayleya.
Tytułowa piosenka to utwór o szybkim tempie, przez co był często wykonywany na otwarcie koncertu. „Futureal” opowiada o człowieku wciągniętym w wirtualny świat, prawdopodobnie gry MMORPG, który przestaje być przez niego odróżniany z rzeczywistością. Muzykę skomponował Steve Harris, a autorem tekstu jest Blaze Bayley.
Utwór został zamieszczony przez Iron Maiden także na kompilacjach Ed Hunter, Edward the Great i The Essential Iron Maiden.
„The Evil That Men Do” (ang. złe czyny ludzi) jest piosenką z albumu Seventh Son of a Seventh Son i była pierwotnie wykonywana przez Bruce’a Dickinsona. Na singlu „Futureal” znajduje się wykonanie Blaze’a Bayleya z 1 listopada 1995 z Göteborga w Szwecji.
Utwór „Man on the Edge” (ang. człowiek na krawędzi), trzecia ścieżka singla, pochodzi z płyty The X Factor. Wersja zamieszczona na „Futureal” pochodzi, podobnie jak wyżej opisany utwór, z koncertu w Göteborgu 1 listopada 1995.
Dodatkowa ścieżka wideo – „The Angel and the Gambler” (ang. anioł i hazardzista) – to wideoklip utworu z płyty Virtual XI.

## Lista utworów
1. „Futureal” (Steve Harris, Blaze Bayley) – 2:59
2. „The Evil That Men Do” [live] (Steve Harris, Bruce Dickinson, Adrian Smith) – 4:20
3. „Man on the Edge” [live] (Janick Gers, Blaze Bayley) – 4:09

„The Angel and the Gambler” [video] (Steve Harris) – 9:51

## Twórcy
- Blaze Bayley – wokal
- Dave Murray – gitara
- Janick Gers – gitara, podkład wokalny
- Steve Harris – gitara basowa, podkład wokalny
- Nicko McBrain – perkusja